# Хиббс, Роберт Джон
Роберт Джон Хиббс (англ. Robert John Hibbs; 21 апреля 1943 — 5 марта 1966, Южный Вьетнам) — офицер армии США. Окончил университет Северной Айовы. Удостоился высшей военной награды США — медали Почёта — за свои действия в ходе Вьетнамской войны.

## Биография
Вступил в ряды армии в г. Де-Мойн (штат Айова) в августе 1964 года. По состоянию на 5 марта 1966 года служил в звании второго лейтенанта роты В второго батальона 28-го пехотного полка первой пехотной дивизии. Окончил школу кандидатов в офицеры армии в Форт-Беннинге, штат Джорджия. 5 марта 1966 года в ходе операции Cocoa Beach близ Don Dien Lo Ke (Республика Вьетнам) его патруль заметил отряд Вьетконга, приближающийся к позиции второго батальона. Хиббс повёл свой небольшой отряд в атаку на противника и вместе с другим солдатом вызвался спасти раненого товарища. Добравшись до раненого, Хиббс остался, чтобы вести прикрывающий огонь и был смертельно ранен в ходе атаки вражеского пулемётного гнезда. За свои действия в ходе битвы он был спустя год (24 февраля 1967 года) посмертно награждён медалью Почёта.
На момент гибели ему было 22 года. Хиббс был похоронен на кладбище Гринвуд в Сидар-Фолс, штат Айова.
В его честь был назван кампус университета Северной Айовы. К востоку от западного спортзала был возведён памятник и флагшток с его именем.

## Наградная запись к медали Почёта
За выдающуюся храбрость и отвагу, проявленные с риском для жизни при выполнении служебного долга и за его пределами. Второй лейтенант Хиббс командовал засадной группой из 15 человек второго батальона, когда его отряд заметил роту Вьетконга, наступающую вдоль дороги по направлении к позициям второго батальона. Проинформировав командный пункт по радио о грозящем нападении он построил своих людей перед надвигавшимися вьетконговцами, разместил две мины на их пути и когда повстанцы приблизились на 20 футов к позиции патруля он привёл в действие две противопехотных мины, ранив или убив половину вражеской роты. Затем, прикрывая отступление своего патруля, он бросал ручные гранаты, вышел на открытую дорогу и открыл огонь по оставшимся вьетконговцам численностью приблизительно в 50 человек. Воссоединившись со своими людьми, он повёл их к периметру батальона, когда патруль наткнулся на тыловые части другой вьетконговской роты, развернувшейся для атаки на батальон. Воспользовавшись преимуществом внезапности, он возглавил атаку против вьетконговцев, прорвался через силы повстанцев и полностью сорвал их наступление. Затем узнав, что раненый солдат патруля оказался в районе между двумя отрядами противника и несмотря на то что он находился в безопасном месте и сам был ранен в ногу, он с сержантом вернулись на поле боя, чтобы найти раненого. После того как они пробрались через шквальный огонь двух вьетконговских пулемётов сержант подобрал поверженного солдата и потащил его к своим в то время как второй лейтенант Хиббс остался позади, ведя прикрывающий огонь. Вооружённый только винтовкой М-16 и пистолетом, но настроенный разрушить вражеские позиции он атаковал два пулемётных гнезда и был повержен. Перед гибелью от смертельных ран он уничтожил ночной телескопический прицел на своей винтовке, чтобы её не захватили и не использовали вьетконговцы. Своей глубокой заботой о товарищах-солдатах и отвагой проявленной с риском для жизни при выполнении долга службы и за его пределами второй лейтенант Хиббс поддержал высочайшие традиции армии США и заслужил великую честь для себя и Вооружённых сил своей страны.
Оригинальный текст (англ.)
For conspicuous gallantry and intrepidity at the risk of life above and beyond the call of duty. 2d Lt. Hibbs was in command of a 15-man ambush patrol of the 2d Battalion, when his unit observed a company of Viet Cong advancing along the road toward the 2d Battalion's position. Informing his command post by radio of the impending attack, he prepared his men for the oncoming Viet Cong, emplaced 2 mines in their path and, when the insurgents were within 20 feet of the patrol's position, he fired the 2 antipersonnel mines, wounding or killing half of the enemy company. Then, to cover the withdrawal of his patrol, he threw hand grenades, stepped onto the open road, and opened fire on the remainder of the Viet Cong force of approximately 50 men. Having rejoined his men, he was leading them toward the battalion perimeter when the patrol encountered the rear elements of another Viet Cong company deployed to attack the battalion. With the advantage of surprise, he directed a charge against the Viet Cong, which carried the patrol through the insurgent force, completely disrupting its attack. Learning that a wounded patrol member was wandering in the area between the 2 opposing forces and although moments from safety and wounded in the leg himself, he and a sergeant went back to the battlefield to recover the stricken man. After they maneuvered through the withering fire of 2 Viet Cong machine guns, the sergeant grabbed the dazed soldier and dragged him back toward the friendly lines while 2d Lt. Hibbs remained behind to provide covering fire. Armed with only an M16 rifle and a pistol, but determined to destroy the enemy positions, he then charged the 2 machine gun emplacements and was struck down. Before succumbing to his mortal wounds, he destroyed the starlight telescopic sight attached to his rifle to prevent its capture and use by the Viet Cong. 2d Lt. Hibb's profound concern for his fellow soldiers, and his intrepidity at the risk of his life above and beyond the call of duty are in the highest traditions of the U.S. Army and reflect great credit upon himself and the Armed Forces of his country.